# Eparchie Adigrat
Eparchie Adigrat je eparchie etiopské katolické církve, nacházející se v Etiopii.

## Území
Eparchie zahrnuje celé území Tigraje a severní část Afarska.
Biskupským sídlem je město Adigrat, kde se také nachází hlavní chrám - katedrála Nejsvětějšího Vykupitele.
Eparchie se dělí na 36 farností, a to na 132 000 km². K roku 2015 měla 22 711 věřících, 74 eparchiálních kněží, 8 řeholních kněží, 66 řeholníků a 55 řeholnic.

## Historie
Dne 25. března 1937 byla bulou Quo in Aethiopiae papeže Pia XI. zřízena apoštolská prefektura Tigraj.
Do roku 1951 byla prefektura řízena římskokatolickými kněžími a mše byly slaveny jen v latinském ritu.
Dne 20. února 1961 byla prefektura bulou Quod venerabiles papeže Jana XXIII. povýšena na eparchii etiopského ritu.

## Seznam prefektů a biskupů
- Bartolomeo Bechis, C.M. (1937-1939)
- Salvatore Pane, C.M. (1939-1951)
  - sede vacante (1951-1961)
- Hailé Mariam Cahsai (1961-1970)
- Sebhat-Leab Worku, S.D.B. (1971-1984)
- Kidane-Mariam Teklehaimanot (1984-2001)
- Tesfaselassie Medhin (od 2001)